# Cour des aides de Dijon
La Cour des aides de Dijon est une Cour souveraine de l'Ancien régime.
Elle a été réunie successivement à la Chambre des comptes de Bourgogne puis au Parlement de Dijon.